# Museu Nacional Alinari de la Fotografia
El Museu Nacional Alinari de la Fotografia (en italià: Museu nazionale Alinari della fotografia) va ser un museu especialitzat en fotografia italiana situat en el «Hospital de San Paolo» a la plaça de Santa Maria Novella a Florència.  L'any 2014 el museu va tancar i va obrir-se el Museo Novecento en el seu lloc.
El museu va ser inaugurat el 1985 amb la seva seu en el Palazzo Rucellai i amb el nom de Museu de Storia della Fotografia Fratelli Alinari en honor dels Germans Alinari. L'any 1998 es va crear la fundació Fratelli Alinari (Fondazione per la storia della Fotografia) i el 2006 es va traslladar a l'Hospital de San Paolo. Va ser el primer museu dedicat exclusivament a la fotografia a Itàlia.
A més a més d'organitzar exposicions, la institució també participà en la conservació i restauració d'originals, amb prop de 350.000 fotografies originals realitzades per diferents processos com còpia a l'albúmina, col·lodió humit, gelatina-bromur, calotips, daguerreotips i ambrotips estereoscòpics.
El museu va rebre diverses donacions i llegats que es van afegir a la de la dels germans Alinari. Amb elles es disposava d'obres representatives dels segles xix i xx d'artistes com Robert Anderson, Vincenzo Balocchi, Carlo Baravalle, Felice Beato, Alphonse Bernoud, Samuel Bourne, Bill Brandt, Roger Fenton, Frédéric Flacheron, Wilhelm von Gloeden, Paul Graham, Robert Mac Pherson, Carlo Mollino, Carlo Naya, Mario Nunes Vais, Domenico Riccardo Peretti Grívia, Giuseppe Primoli, Roberto Rive, James Robertson, Giorgio Sommer i Giuseppe Wulz.